# 川合 (弘前市)
川合（かわい）は、青森県弘前市の地名。郵便番号は036-8114。

## 地理
中央部を青森県道144号平賀門外線が通り、東は平川市に接する地区。北は新里、平川をはさんで東は平川市舘田・四ツ谷、南は堀越、西は門外に接する。

### 小字
小字として浅田・岡本・下川原がある。

## 世帯数と人口
2017年（平成29年）6月1日現在の世帯数と人口は以下の通りである。
| 大字             | 世帯数  | 人口  |
| ---------------- | ------- | ----- |
| 川合（小字全域） | 155世帯 | 378人 |

## 施設

### 工業
- 小堀建設
- (有)小堀住建
- 東北石材

### 公共
- 川合町民会館

## 小・中学校の学区
市立小・中学校に通う場合、学区は以下の通りとなる。
| 大字 | 番・番地 | 小学校             | 中学校             |
| ---- | -------- | ------------------ | ------------------ |
| 川合 | 全域     | 弘前市立堀越小学校 | 弘前市立第五中学校 |

## 交通
- 弘南バス

川合（弘前バスターミナル - 薬師堂北口線）停留所。